# Plettkea cryptantha
Plettkea cryptantha es la única especie del género monotípico Myosoton de la familia de las cariofiláceas. Es originaria de Perú.

## Taxonomía
Plettkea cryptantha fue descrito por Johannes Mattfeld y publicado en Schrift. Ver. Nat. Unterweser N. F. 7: 15. 1934.